# Deneuille-les-Mines
 Deneuille-les-Mines  es una población y comuna francesa, situada en la región de Auvernia, departamento de Allier, en el distrito de Montluçon y cantón de Montluçon-Est.

## Demografía
| 478 | 423 | 354 | 347 | 338 | 351 |
| Para los censos de 1962 a 1999 la población legal corresponde a la población sin duplicidades (Fuente: INSEE [Consultar]) |     |     |     |     |     |